# Otyń
Otyń [ˈɔtɨɲ] (tiếng Đức: Deutsch-Wartenberg) là một thị trấn thuộc huyện Nowosolski, Ba Lan. Vào năm 2004 thị trấn có khoảng 1200 dân.
Cung điện và nhà thờ Gothic Otyn là tài sản của các Hội Giêsu từ 1661 cho đến khi bị đàn áp vào năm 1776, Công tước Peter von Biron của Công quốc Courland và Semigallia mua lại năm 1787 và đặt tên là Deutsch-Wartenberg để phân biệt nó với đất đai của ông ở Syców (tiếng Đức: Groß-Wartenberg). Sau khi ông chết vào năm 1800, con gái của ông Dorothea von Biron thừa kế Otyń, trong khi con cái của cô đã bán một phần cho Karl Rudolf Friedenthal vào năm 1879, trong khi phần còn lại thuộc về gia tộc Radziwiłł và sau đó đến Nhà Czartoryski. Nó nằm khoảng 6 kilômét (4 mi) về phía bắc của Nowa Sól và 18 km (11 mi) về phía đông nam của Zielona Góra.